# Sipyloidea acutipennis
Sipyloidea acutipennis är en insektsart som först beskrevs av Bates 1865.  Sipyloidea acutipennis ingår i släktet Sipyloidea och familjen Diapheromeridae. Inga underarter finns listade i Catalogue of Life.